# Hupikék törpikék (film, 2011)
A Hupikék törpikék (eredeti cím: The Smurfs) 2011-ben bemutatott egész estés amerikai–belga vegyes technikájú film, amely valós díszletekkel élőszereplős és 3D-s számítógépes animációs jelenetek ötvözésével készült, a világhírű azonos című rajzfilmsorozat alapján. A filmet Raja Gossnell rendezte, a Sony Pictures Animation és a The Kerner Entertainment Company készítette, a Columbia Pictures forgalmazta. A cégnek ez az első élőszereplős / animációs mozifilmje. A fontosabb színészi feladatokat Neil Patrick Harris, Jayma Mays, Sofía Vergara látják el, valamint Hank Azaria Hókuszpók szerepében, a törpöket pedig CGI-technikával keltik életre. A szinkronhangok közül kiemelkedő Jonathan Winters Törpapa hangjaként, valamint Katy Perry Törpilla hangjaként. A történetben a törpök egy különleges varázslat következtében a mai modern New Yorkba kerülnek.
Amerikában 2011. július 29-én, Magyarországon egy hónappal később, augusztus 25-én mutatták be a mozikban. Összességében kasszasiker volt, világszerte több mint 500 millió dolláros bevételt hozott. A filmet még két folytatás követi.

## Cselekmény
Aprajafalván a törpök nagyban készülnek a Hupihold ünnepi próbájára, miközben Törpapa egy olyan varázsitalt főz, melyből megtudhatja a jövőt. Döbbenten látja, hogy a jövőben a törpök Hókuszpók elől menekülnek, majd beszippantja őket egy örvény. Később pedig harcba szállnak Hókuszpókkal, de Ügyifogyi miatt veszítenek, aki nem kapja el időben a varázsló varázspálcáját, majd emiatt mindannyian fogságba esnek! Törpapa a biztonság kedvéért senkinek nem mondja el, mit látott a jövendölésben.
A jövendölést Ügyifogyi zavarja meg, akit Okoska eltiltott a táncpróbától állandó csetlése-botlása miatt. Segíteni szeretne Törpapának és elindul az erdőbe törpgyökeret szedni. Ezzel a tettével azonban felhívja magára a közelben járó Hókuszpók és macskája, Sziamiaú figyelmét, akik üldözőbe veszik. Menekülés közben a varázslót a faluba vezeti, ahol hatalmas riadalom támad és a törpök fejvesztve menekülni kezdenek, azonban Ügyifogyi megint elügyetlenkedi a menekülést és rossz irányba szalad. De néhány törp (Okoska, Törpilla, Törpapa, Dulifuli, Ügyifogyi és Vitéz) a segítségére siet és utánarohannak. Eközben egy titkos átjáró nyílik a varázserdőből a való világba, melybe a törpök véletlenül belerohannak. A gonosz varázsló ide is követi őket, így az egész csapat a mai New Yorkban köt ki.
Eközben Patrick "Pat" Winslow-t előléptetik egy neves kozmetikai cégnél és rábízzák az új reklámkampány levezetését is, melyre csupán három napja maradt. Ha ez még nem lenne elég, felesége, Grace Winslow várandós első közös gyermekükkel és egy véletlen következtében a törpök is az ő otthonába kötnek ki. A kis kék manók teljesen felforgatják a házaspár nyugalmas életét, noha Grace varázslatos dolognak tartja, hogy a törpök náluk kötöttek ki, Patrick csak neheztel rájuk. Ellenszenvét fokozza, hogy a kis kékségek átrendezik a házát, beleszólnak a magánéletébe, s még a reklámkampányt is hátráltatják. Ügyifogyi ráadásul rátapos Patrick laptopjának a billentyűzetére és rossz fájlt küld el a reklámkampányhoz.
Törpapa Hókuszpók fogságába esik, akárcsak a jövendölésben. A varázsló egy varázsitalt főz Törpilla hajának egy részéből, majd ezzel megfiatalítja Patrick Winslow főnöknőjének az édesanyját. Szeretné elejteni a többi törpöt is, hogy még nagyobb varázserőre tehessen szert. A többi törp ezalatt mentőexpedíciót szervez Törpapa kiszabadítására, melyben a segítségükre lesz Patrick is, aki ekkorra már megváltozik és ellenségeskedés helyett a törpök segítségére siet. A végső összecsapás a Central Parkban veszi kezdetét, melyre megérkezik Aprajafalva többi törpje is, hogy segítsen a bajbajutottaknak, így a valóság egyre közelebb kerül a látomásban látottakhoz.
A harc a jövendöléshez hasonló fordulatot vesz és csak Ügyifogyin múlik, hogy elkapja-e időben az elrepült varázspálcát! Ha elejti, azzal a látomás beteljesül és minden törp fogságba esik! Ám a látomás most az egyszer tévedett, Ügyifogyinak sikerül megmentenie barátait, majd az átjárón át visszatérnek Aprajafalvába.
Patrick megtarthatja az állását, mert a reklámkampány, hála szintén Ügyifogyinak, óriásira sikeredett. Hamarosan megszületik első gyermeke, egy kisfiú, akit a törpök után Hupinak (az eredetiben Blue, azaz „kék”) neveznek el.

## Szereplők
| Szereplő        | Színész             | Magyar hang        |
| --------------- | ------------------- | ------------------ |
| Hókuszpók       | Hank Azaria         | Csankó Zoltán      |
| Patrick Winslow | Neil Patrick Harris | Zámbori Soma       |
| Grace Winslow   | Jayma Mays          | Zsigmond Tamara    |
| Odile           | Sofía Vergara       | Pikali Gerda       |
| Henri           | Tim Gunn            | Helyey László      |
| Szereplő        | Eredeti hang        | Magyar hang        |
| Törpapa         | Jonathan Winters    | Csurka László      |
| Vitéz           | Alan Cumming        | Anger Zsolt        |
| Törpilla        | Katy Perry          | Szinetár Dóra      |
| Okoska          | Fred Armisen        | Bereczki Zoltán    |
| Dulifuli        | George Lopez        | Háda János         |
| Ügyifogyi       | Anton Yelchin       | Molnár Levente     |
| Hami            | Kenan Thompson      | Karácsonyi Zoltán  |
| Ügyi            | Jeff Foxworthy      | Fazekas István     |
| Törpojáca       | John Oliver         | Láng Balázs        |
| Habzsi          | Wolfgang Puck       | Hannus Zoltán      |
| Törperős        | Gary Basaraba       | Papucsek Vilmos    |
| Tréfi           | Paul Reubens        | Pusztaszeri Kornél |
| Péktörp         | B.J. Novak          | Nagypál Gábor      |
| Narrátörp       | Tom Kane            | Koroknay Géza      |
| Dili            | John Kassir         | (saját hangján)    |
| Kertitörp       | Joel McCrary        | Galkó Balázs       |
| Sziamiaú        | Frank Welker        | Seder Gábor        |

További magyar hangok: Garamszegi Gábor, Zöld Csaba

## Érdekességek
- A törpök dala, amit filmben többször énekelnek, az eredeti sorozatban csak a második évadtól jelenik meg. A dalt többször említik Vidám Kis Dalként (Happy Little Song), vagy a Lá, Lá, Lá dalként (La, La, la Song).
- A törpök a film során kétszer is utaznak egy New York-i taxival. Megfigyelhető, hogy a kocsi tetején lévő hirdetőtáblán ekkor (szándékosan) az Avatar posztere látható, máskor pedig a Blu-ray lemez reklámozása. Mindkét esetben ironikusan olyasmit használnak fel, aminek köze van kékhez vagy a törpökhöz.
- Törpilla egyik mondata a film során "Törpöt fogtam, s megcsókoltam!" (eredetiben I Kissed a Smurf and I Like It), utalás Katy Perry egyik híres számára az I Kissed a Girl-re.
- Amikor a törpök New York belvárosában taxiznak, az egyik hirdetőtáblán látható a Karácsony Artúr c. film posztere, ami Sony Pictures Animation következő mozija a Hupikék törpikék után.
- A filmben többször elhangzik a "Négyes" kérése (ami a pacsi egy formája, Ötös akar lenni, ám a törpöknek csak négy ujjuk van), amit a legtöbbször Patrick kér a törpöktől. Ez egy fajta közhely. Mindamellett utalás Neil Patrick Harris híres karakterére Barney Stinsonra az Így jártam anyátokkal című sorozatból, amiben a szereplő mindig pacsit (Ötöst) kér a barátaitól, ha valami jó történik vele.
- Az említett sorozatban Neil Patrick Harris-en kívül a film többi szereplője (úgy mint Jayma Mays, Tim Gunn és Katy Perry) is játszott már kisebb-nagyobb vendégszerepeket.
- A filmben több új, kitalált törp jelenik meg, aki az eredeti sorozatban nem szerepel. Többek közt ilyen az egyik főszereplő Vitéz, valamint Narrátörp, aki részben a mesélő. Említésre kerül még Törparás, Passzív-Agresszív törp és Csupamók törp is. Nem lényeges szereplők, viszont a második részben már fontosabb, kameó szerepet kapnak.
- Az eredeti sorozatban megfigyelhető, hogy Sziamiaú bal fülén jellegzetes harapásnyom van. A filmben ez a harapás akkor mutatkozik meg, mikor Törpilla rácsukja a gonosz macskára a ketrece ajtaját, akinek a füle így elszakad. A filmmel ellentétben ezt az elemet sohasem indokolták.
- A filmben többször felemlítődik a törpök eredete, a származásuk, és Peyo, az alkotójuk. A film készítői ezeket szándékosan vették be a történetbe.
- A film végén futó montázs alatt láthatjuk, hogy a törpök hazaérve Aprajafalvára számos New Yorkból felvett szokást parodizálnak. Ilyen a Törpillát mintázó Szabadság-szobor, a függetlenség napi felvonulás, valamint az Észlények nevű rockbanda, ami a Guitar Hero-ból ered.

## Díjak és jelölések
- 2012 – Kids' Choice Awards –  a Legjobb Hang Animált Szereplőnek – Katy Perry
- 2012 – Kids' Choice Awards jelölés  – a Legjobb Film
- 2012 – Kids' Choice Awards jelölés –  a Legjobb Színésznő – Sofía Vergara
- 2012 – Young Artist Award jelölés – a Legjobb Film
- 2012 – Young Artist Award jelölés – a Legjobb Hang Animált Szereplőnek – Katy Perry

## Folytatások
A film sikereit követően a Sony Pictures Animation bejelentette, hogy folytatást készít a filmnek, valamint hogy teljes trilógiává bővítik majd 2013. július 31-én jelent meg az első folytatás, Hupikék törpikék 2. címmel. Raja Gossnel a rendező, Jordan Karner, a producer, valamint az első film főszereplői mind visszatértek. Új szereplőként csatlakozott a filmhez Christina Ricci, J. B. Smoove és Brendan Gleeson. A történet ezúttal Párizsban játszódik, ahol Törpillát elrabolja Hókuszpók, és a törpök megpróbálják őt megmenti.
A második folytatást a stúdió 2015. augusztus 14-ére tűzte ki. A film premierjét először 2016. augusztus 3-ra tolták, majd később 2017. március 31-re halasztották, valamint a stúdió bejelentette, hogy teljességgel számítógépes animációs lesz, illetve, hogy csak részben fog kapcsolódni a korábbi a két filmhez. A film hivatalos címe Get Smurfy!,  rendezője Kelly Ausbury lesz, a főszereplők hangjait pedig Rainn Wilson (Hókuszpók), Mandy Patinkin (Törpapa), és Demi Lovato (Törpilla) kölcsönzik. A történet szerint a törpök egy mesebeli törpfalut akarnak megtalálni az Elvarázsolt Erdőben, miközben olyan kérdésekre keresik a választ, hogy léteznek-e más színű törpök, illetve mi a törpök eredete, és miért csak egy lány él köztük.
A mozifilmek mellett eddig két rövidfilm is megjelent, ami részben CGI animációval, és hagyományos 2D-s rajzolt technikával készült. Az egyik a Hupikék törpikék – Karácsonyi ének, ami Charles Dickens híres regényén alapul, a másik pedig Hupikék törpikék – A Törpösvölgy legendája, ami az azonos című horrorfilmből merít.